# لبنان
لُبْنان با نام رسمی جمهوری لبنان (به عربی: الجمهورية اللبنانية) کشوری در غرب آسیاست. لبنان در باختر با دریای مدیترانه و در شمال و خاور با سوریه و در جنوب با اسرائیل مرز مشترک دارد. موقعیت جغرافیایی لبنان در نقطه تلاقی مدیترانه و خاورمیانه منجر به شکل‌گیری تاریخی غنی و تنوعی دینی، نژادی و فرهنگی شده است.
نخستین نشانه‌های تمدن در لبنان مربوط به ۷۰۰۰ سال پیش است، این کشور خاستگاه فنیقی‌ها (۱۵۵۰–۵۳۹ ق. م) و پادشاهی آن‌هاست. در سال ۶۴ ق. م لبنان زیر سلطه امپراتوری روم قرار گرفت و بعداً به یکی از مراکز عمده مسیحیت تبدیل شد. سنت رهبانی رایج در منطقه جبل لبنان به بنیان‌گذاری کلیسای مارونی انجامید. در دوران اسلامی و پس از فتح این سرزمین به دست اعراب مسلمان، مارونی‌ها دین و هویت فرهنگی خود را حفظ کردند. سپس و با پایه‌گذاری مذهب دروزی این مذهب در سراسر کشور رایج شد ولی در دوران جنگ‌های صلیبی مارونی‌ها در ارتباط با کلیسای کاتولیک و امپراتوری روم هویت خود را بازسازی کردند.
بین سال‌های ۱۵۱۶ تا ۱۹۱۸ این منطقه زیر سلطه امپراتوری عثمانی قرار گرفت. با فروپاشی امپراتوری عثمانی بعد از جنگ جهانی اول، فرانسه این منطقه را به ۵ جزء کوچک‌تر تقسیم کرد که یکی از این اجزا لبنان بود، نظامی که تا سال ۱۹۴۳ و اعلام استقلال لبنان برقرار بود. لبنان هم‌اکنون دارای یک نظام تقسیم قدرت خاص بر اساس جوامع دینی است.
بشاره الخوری (نخستین رئیس‌جمهور لبنان)، ریاض الصلح (نخستین نخست‌وزیر)، مجید ارسلان (نخستین وزیر دفاع) بنیان‌گذاران جمهوری لبنان و قهرمانان ملی این کشورند که نهضت استقلال لبنان را تا خروج آخرین نیروهای نظامی خارجی در ۳۱ دسامبر ۱۹۴۶ رهبری کردند.
لبنان کشوری در حال توسعه است و در فهرست کشورها بر اساس شاخص توسعه انسانی در رتبهٔ ۹۲م قرار دارد که یکی از بهترین کشورهای جهان عرب خارج از کشورهای ثروتمند و نفت‌خیز شورای همکاری خلیج فارس است
و همچنین در فهرست کشورها بر پایه سرانه درآمد ناخالص ملی جزء کشورهای متوسط رو به بالا محسوب می‌شود.
بااین‌حال بحران نقدینگی لبنان و دیگر رویدادها فقر، بیکاری، بی‌ثباتی سیاسی، و بی‌ثباتی قیمت ارز در این کشور را گسترش داده است.
فرهنگ لبنانی، با وجود کوچکی نسبی این کشور، در خاورمیانه و سراسر جهان شناخته‌شده است.
لبنان از اعضای بنیان‌گذار سازمان ملل متحد و همچنین عضو اتحادیه کشورهای عرب، جنبش عدم تعهد، سازمان همکاری اسلامی و سازمان بین‌المللی فرانکفونی است.

## نام
نام لبنان از ریشهٔ واژهٔ زبان‌های سامی «لبن» به معنای سفید است، که احتمالاً اشاره به کوه‌های برف‌گیر لبنان دارد. نخستین اشاره به این نام به هزارهٔ سوم پیش از میلاد و در متون مختلف یافت شده در ابلا برمی‌گردد. سپس در کتاب مقدس عبری و همین‌طور در افسانهٔ گیل‌گمش به لبنان اشاره شده است.

## تاریخ
تاریخ لبنان به ۵٬۰۰۰ سال پیش از میلاد بازمی‌گردد. نخستین ساکنان شناخته شدهٔ لبنان، کنعانی‌ها، مردمی از نژاد سامی بوده‌اند که به احتمال زیاد با یونانیان دادوستد داشته‌اند، و یونانیان آنان را فنیقی می‌نامیده‌اند. فنیقی‌ها قومی دریانورد و بازرگانی بودند و قلمرو آنان شامل دولت-شهرهایی مستقل در شرق مدیترانه و مهاجرنشین‌هایی در کرانه‌های مدیترانه بود.
کوروش بزرگ، فنیقیه را گشود، و به مدت دو سده، هخامنشیان فرمانروای این منطقه بوده‌اند. پس از آن، اسکندر مقدونی، شهر صور (پایتخت فنیقیه) را فتح نمود.
دولت‌ها و امپراتوری‌های گوناگونی بر لبنان فرمان رانده‌اند، از جمله شاهنشاهان هخامنشی و ساسانی، امپراتوران مقدونی وسلوکی، امپراتوران روم و بیزانس، خلفای مسلمان، جنگ‌جویان صلیبی و امپراتوری عثمانی. لبنان برای ۴۰۰ سال در قلمرو عثمانی بود (در منطقه‌ای که سوریه بزرگ نامیده می‌شد). سال ۱۹۱۶، این مناطق به قسمتی از حاکمیت فرانسه درآمد (در طول جنگ اول جهانی). پس از جنگ جهانی اول سوریه و لبنان کنونی تحت حاکمیت فرانسه قرار گرفت.

### جنگ داخلی
در ۱۹۷۵ م. در پی مبارزات و قدرت‌نمایی فلسطینی‌های مهاجر و فشار اسرائیل بر کشورهای میزبان برای اخراج آنان؛ میان احزاب مسیحی مارونی لبنان و گروه‌های سنی چپ سوسیالیست و متحدشان مبارزان فلسطینی اختلاف و درگیری و جنگ داخلی روی داد، در ادامه وساطت شیعیان و دخالت نظامی سوریه به‌نفع مسیحیان باعث پایان موقت جنگ داخلی ۲ساله شد. 
سال ۱۹۷۸ حملهٔ اسرائیل به جنوب لبنان تا رودخانهٔ لیطانی در تقابل با فلسطینی‌های مبارز درون لبنان؛ در سال ۱۹۸۲ حملهٔ اسرائیل به بیروت اشغال لبنان و جنگ اسرائیل با سوریه در خاک لبنان و ایجاد منطقهٔ حایل و ارتش جنوب لبنان شد که فلسطینی‌ها و سوریه و شیعیان در مقابل اسرائیل و مسیحیان و اهل تسنن و آمریکا فرانسه؛ جنگ میان دو گروه شیعه حزب‌الله اسلامگرا و امل سکولار در جنوب لبنان و تأثیر ایران نیز در اواخر دههٔ هشتاد اتفاق افتاد؛ بدین ترتیب جنگ داخلی لبنان طولانی و وسیع شد. 
آغاز درگیری‌ها در ماه آوریل ۱۹۷۵ بود که مردان مسلح فلسطینی به روی کلیسایی در شرق بیروت آتش گشودند تا پیر جمیل بنیان‌گذار حزب فالانژ مسیحی لبنان را ترور کنند. البته او جان سالم به در برد ولی این سوءقصد باعث مجموعه‌ای از اقدامات متقابل شد که در نهایت به جنگ داخلی ۱۵ ساله در لبنان منجر شد که تا سال ۱۹۹۰ ادامه داشت.

## جغرافیا
لبنان سرزمینی بلند و کوهستانی است که در کرانهٔ شرقی دریای مدیترانه قرار دارد. کرانه‌های لبنان ۲۵۵ کیلومتر درازا دارد. رودخانه‌های مهم لبنان عبارت‌اند از: عاصی و لیطانی در دره سهل‌البقاع، و کلب. رشته‌کوه‌های لبنان عبارت‌اند از: رشته‌کوه‌های لبنان شرقی و رشته‌کوه‌های لبنان غربی که میان این دو رشته کوه، درهٔ سهل‌البقاع قرار گرفته است. لبنان از شمال و شرق با سوریه و از جنوب با اسرائیل هم‌مرز است. مرز لبنان با سوریه ۳۷۵ کیلومتر است درحالی‌که مرز لبنان با اسرائیل تنها ۷۹ کیلومتر است. قسمتی از مرز جنوبی لبنان که همچنان تحت اشغال اسرائیل است مزارع شبعا نام دارد.
لبنان یکی از کوچک‌ترین کشورهای دنیاست که مساحتی حدود ۱۰٬۴۵۲ کیلومتر مربع (۴٬۰۳۵ مایل مربع) دارد و از لحاظ بزرگی، ردهٔ ۱۶۲ را در میان کشورهای جهان داراست. بسیاری از مناطق لبنان کوهستانی است به جز مناطق ساحلی کم عرض و درهٔ بقاع که بخش مهمی از صنعت کشاورزی لبنان در آن متمرکز شده است.

### اقلیم
سرزمین لبنان آب‌وهوای مدیترانه‌ای دارد. هوای سواحل در زمستان‌ها سرد و بارانی و در تابستان‌ها گرم و شرجی است. در نواحی بلندتر به ویژه کوهستان‌ها، زمستان‌ها با بارش برف همراه است و دمای هوا به زیر صفر می‌رسد. بخش‌های دیگر این کشور، تابستان‌های گرم و خشک دارد.
بیشتر مناطق لبنان سالانه شاهد باران‌های بسیاری است، ولی در مناطق ویژه‌ای در شمال شرق لبنان به علت وجود قله‌های مرتفع کوه‌های غرب که مسیر ابرهای باران‌زای پدید آمده از مدیترانه را سد می‌کنند، باران زیادی نمی‌بارد.
لبنان دارای جنگل‌های وسیع درختان سدر است. سدر به نماد ملی لبنان نیز تبدیل شده است.

#### جدول میانگین دما در کشور لبنان (درجهٔ سانتی‌گراد)
| ماه‌های سال          | فروردین | اردیبهشت | خرداد | تیر   | مرداد | شهریور | مهر   | آبان  | آذر   | دی    | بهمن  | اسفند |
| ------------------- | ------- | -------- | ----- | ----- | ----- | ------ | ----- | ----- | ----- | ----- | ----- | ----- |
| میانگین بیشترین دما | ۲۱ °C   | ۲۶ °C    | ۲۸ °C | ۳۰ °C | ۳۱ °C | ۳۰ °C  | ۲۸ °C | ۲۲ °C | ۱۸ °C | ۱۶ °C | ۱۶ °C | ۱۸ °C |
| میانگین کمترین دما  | ۱۳ °C   | ۱۸ °C    | ۲۲ °C | ۲۴ °C | ۲۵ °C | ۲۴ °C  | ۲۱ °C | ۱۶ °C | ۱۱ °C | ۱۰ °C | ۹ °C  | ۱۱ °C |

### تقسیمات کشوری لبنان

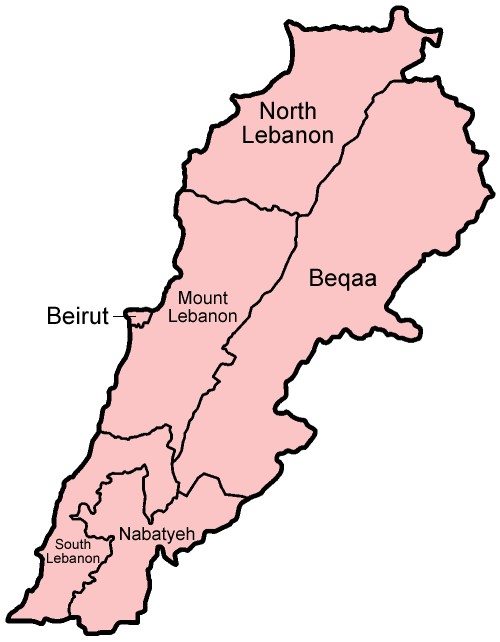

از آنجا که مردم لبنان در ۶۰ سال گذشته به شهرنشینی روی آورده‌اند، بیشتر جمعیت این کشور در شهرها یه ویژه در پایتخت آن بیروت و اطراف آن سکنی گزیده‌اند. بیش از نیمی از لبنانی‌ها در بیروت زندگی می‌کنند.
لبنان شامل ۶ استان و ۲۵ ناحیه است. نواحی خود به چندین منطقه تقسیم می‌شوند که این نواحی نیز شامل چندین شهر و روستا می‌باشند. استان‌های لبنان شامل استان بیروت (که تنها محدود به شهر بیروت می‌گردد)، استان بقاع (که شامل نواحی هرمل، بعلبک، زهله، بقاع غربی و رایشه می‌گردد)، استان نبطیه (جبل عامل) که شامل نبطیه، حصبیه، مرجعیون و نبت جبیل می‌گردد، استان شمالی (الشمال) شامل ۷ ناحیه عکار، طرابلس، زغرتا، بشری، البترون، الکوره و المینیه دانیه می‌گردد، استان جنوبی (الجنوب) شامل صیدا، صور و جزین و استان جبل لبنان (جبل البنانیه) شامل جمیل، کسروان، المتن، بعبدا، عالیه، و الشموف می‌باشد.
لبنان از شش استان (به عربی: ألمحافظة) تشکیل شده است.
- استان بیروت
- استان جبل لبنان
- استان شمالی لبنان
- استان بقاع
- استان نبطیه
- استان جنوبی لبنان

## مردم

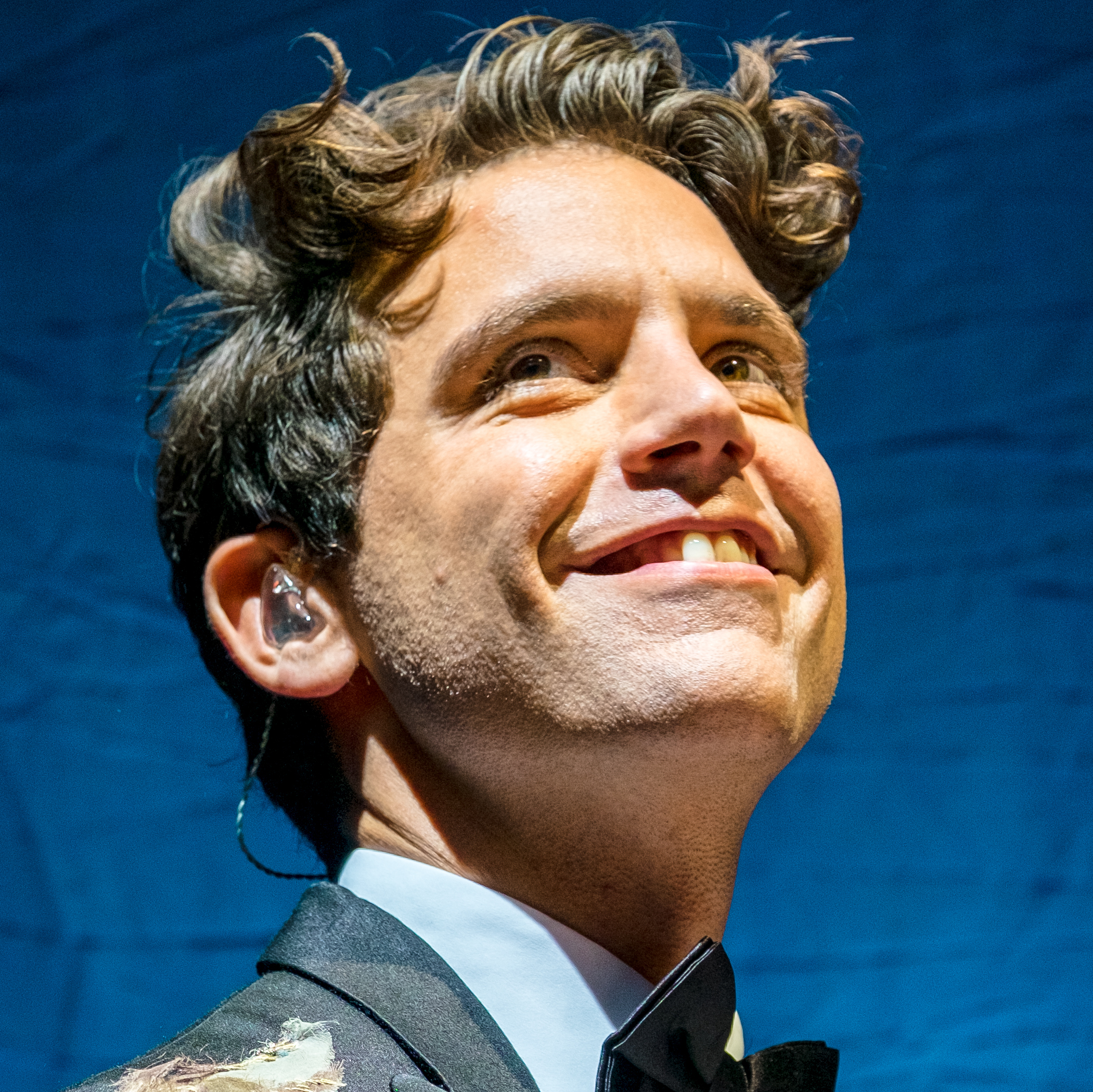
میکا خواننده و ترانه‌سرای لبنانی

جمعیت لبنان ۶٬۸۲۵٬۰۰۰ نفر تخمین زده شده است.
۵۰ درصد از جمعیت لبنان مسلمان و ۴۵ درصد مسیحی و ۵ درصد دروزی هستند و اقلیت‌های کوچک بهایی و یهودی نیز وجود دارد. لبنان دارای جمعیت کوچکی از کردها نیز می‌باشد که از مناطق شمالی سوریه و جنوب شرق ترکیه مهاجرت نموده‌اند و میان ۷۵ تا ۱۰۰ هزار نفر تخمین زده می‌شوند که در مناطق سنی‌نشین زندگی می‌کنند. کردها طی سال‌های اخیر توانسته‌اند شهروندی دولت لبنان را کسب نمایند.
حدود ۱۶ میلیون نفر با نسب و اصالت لبنانی در سراسر دنیا زندگی می‌کنند. برزیل دارای بزرگ‌ترین جوامع لبنانی است. آرژانتین، استرالیا، کانادا، کلمبیا، فرانسه، انگلیس، مکزیک، ونزوئلا و آمریکا دارای جوامع لبنانی بزرگی هستند. حدود ۴۰۰ هزار نفر آوارهٔ فلسطینی نیز از سال ۱۹۴۸ در لبنان زندگی می‌کنند.
گروه‌های نژادی و قومی لبنان:
عرب‌ها ۶۰٪، آشوری‌ها و سریانی‌ها ۳۶٪ و ارمنی‌ها ۴٪، کردها و یهودی‌ها ۱٪ جمعیت را تشکیل می‌دهند.
میانگین سنی مردم لبنان ۲۴٫۶ سال است.

### زبان
زبان رسمی و البته محاوره‌ای لبنان عربی است، اما هر یک از اقلیت‌های قومی نیز به زبان خود سخن می‌گویند.
لهجهٔ لبنانی از شاخهٔ عربی شامی است، در کاربرد و تلفظ واژگان با دیگر شاخه‌های زبان عربی تفاوت دارد اما به عربی سوری، فلسطینی و مصری نزدیک است. در تلفظ واج «ج»، «ژ» خوانده می‌شود. به جای «ق»، حرف «ئ» و به جای «ث» نیز «ت» تلفظ می‌شود. برای مثال واژهٔ کثیر به معنای زیاد، کتیر.
قلب به معنای دل، ئلب و جدید به معنای تازه، ژدید ادا می‌گردند.

## اقتصاد
اقتصاد لبنان در حال رشد بسیاری است و گردشگری نیز یکی دیگر از عوامل رشد کشور لبنان شده است به صورتی که بخش عظیمی از درآمد این کشور از گردشگران خارجی که برای تفریح یا سرمایه‌گذاری آمده‌اند تأمین می‌شود.
بزرگ‌ترین صنایع و صادرات لبنان در سال ۲۰۱۹ عبارتند از جواهر سازی (مقام پنجم جهان)، پتروشیمی، مد و فشن (هشتمین صادرکنندهٔ عطر و لباس مجلسی)، محصولات برقی مثل ژنراتور، صنایع غذایی (صدور آجیل به ۱۱۰ کشور جهان) … می‌باشد.

## کشاورزی
بر اساس گزارش فائو در سال ۲۰۱۸ مهم‌ترین محصولات کشاورزی و باغی لبنان به این شرح بوده است:
بادام(۳۰٬۵۳۰ تن) - سیب (۱۲۴٬۰۰۰ تن) - زردآلو (۲۰٬۷۱۸ تن) - آووکادو (۹٬۳۸۳ تن) - موز (۷۱٬۰۰۰ تن) - گیلاس و آلبالو (۱۸٬۷۷۰ تن) - انگور (۶۷٬۰۰۰ تن) - لیمو (۱۰۳٬۰۰۰ تن) - زیتون (۱۱۷٬۰۰۰ تن) - پیاز (۷۰٬۳۰۰ تن) - پرتقال (۱۲۷٬۰۰۰ تن) - سیب زمینی (۳۸۷٬۰۰۰ تن) - گوجه فرنگی (۳۰۰٬۰۰۰ تن) - گندم (۱۳۵٬۰۰۰ تن)

## دین
کتاب اطلاعات جهانی سیا (۲۰۲۰) موارد زیر را محاسبه می‌کند (داده‌ها شامل جمعیت پناهندگان سوری و فلسطینی لبنان نمی‌شود): مسلمانان ۵۱٫۱٪ (۳۰٫۶٪ سنی، ۲۰٫۵٪ شیعه، درصد کوچکتر علویان و اسماعیلیه)، مسیحی ۴۵٫۷٪ (کاتولیک مارونی بزرگ‌ترین گروه مسیحی هستند)، دروزیها ۵٫۲، و تعداد بسیار کمی از یهودیان، بهائیان، بوداییان و هندوها.
لبنان از نظر دینی متنوع‌ترین کشور خاورمیانه است. مطابق اطلاعات‌نامه جهان در ۲۰۱۴ مسلمانان ۵۴٪ (۲۷٪ سنی، ۲۷٪ شیعه)، مسیحیان ۴۰٫۵٪، دروزها ۵٫۶٪ از جمعیت لبنان را تشکیل می‌دهند و گروه‌های کوچک یهودی، بهائی، بودیست، هندو و مورمون نیز در آن کشور ساکنند. مطابق World Values Survey همچنین ۳٫۳٪ لبنانی‌ها بی‌خدا هستند. یورونیوز و La Razón جمعیت مسیحیان را ۵۳٪ تخمین زده‌اند.
جمعیت مسیحیان لبنان طی دهه‌های گذشته به دلایل مختلفی همچون نرخ زاد ولد و مهاجرت، همواره به نفع مسلمانان رو به کاهش بوده است و پس از انفجار بیروت نیز مهاجرت مسیحیان لبنان به خارج شدت گرفته است.

## فرهنگ و هنر
لبنان برای هزاران سال محل عبور تمدن‌های مختلف بوده است. پس جای تعجب نیست که این کشور کوچک دارای فرهنگی فوق‌العاده غنی و زنده باشد. وجود گونه‌های بسیار قومی و مذهبی به رسوم پربار موسیقی، آشپزی و جشن‌های لبنان کمک بسیاری کرده است. مخصوصاً در بیروت دارای هنر غنی است و نمایش‌ها و نمایشگاه‌ها و شوهای مد و کنسرتهای زیادی در طول سال در نگارخانه‌ها، موزه‌ها، تئاترها و اماکن عمومی برگزار می‌شود.
جوان امروز لبنانی اگرچه ظاهری مدرن دارد؛ اما به لبنان متحد همچنان وفادار است. فرهنگ جاری در لبنان تبلوری از فرهنگ چند هزار ساله فینیقی‌ها، یونانی‌ها، آشوری‌ها، ایرانی‌ها، رومی‌ها، اعراب و ترک‌های عثمانی می‌باشد و طی چند دهه اخیر فرهنگ فرانسوی نیز به این مجموعه اضافه گردیده است.
جامعه لبنان مدرن، تحصیلکرده و قابل مقایسه با جوامع اروپایی مدیترانه است. اکثر لبنانی‌ها دو زبانه هستند و عربی و فرانسه صحبت می‌کنند. به همین دلیل لبنان عضو سازمان بین‌المللی کشورهای فرانسوی زبان است. با این حال زبان انگلیسی مخصوصاً بین دانشجویان لبنانی رایج شده است. این کشور نه تنها محل تلاقی مسیحیت با اسلام بلکه دروازه‌ای است که جهان عرب را به اروپا متصل می‌کند.
لبنان همچنین میزبان دانشگاه‌های معتبر مختلفی همچون دانشگاه لبنان، دانشگاه آمریکایی بیروت، دانشگاه سن ژوزف لبنان و دانشگاه آمریکایی لبنان است.
فستیوال‌های بین‌المللی مختلفی در لبنان برگزار می‌شوند که هنرمندان پر آوازه جهان و مردم بسیار از لبنان و کشورهای دیگر را به سوی خود جذب می‌کنند. مهم‌ترین آن‌ها فستیوال‌های تابستانی در بعلبک، بیت الدین و بیبلوس است.

## سیاست

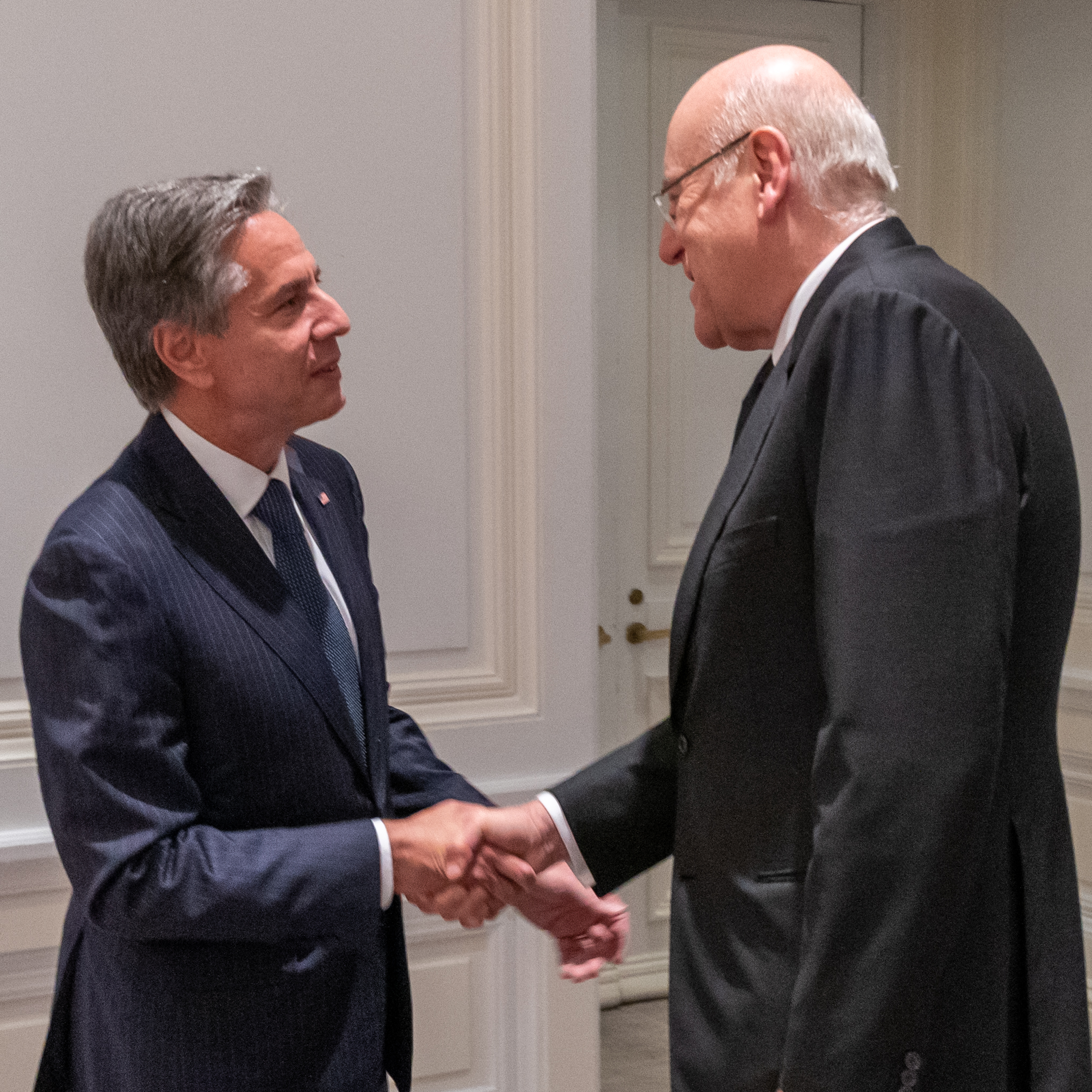
نجیب میقاتی نخست‌وزیر لبنان و بلینکن وزیر امور خارجه آمریکا

سیستم سیاسی در لبنان پارلمانی است. نظام پارلمانی در لبنان متأثر از وضعیت فرقه‌ای، اجتماعی و مذهبی خاص این کشور می‌باشد. مسیحیان و مسلمان سنی و مسلمان شیعه. این سیستم به گونه‌ای طراحی شده است که تمامی اقوام و مذاهب در آن سهمی از قدرت سیاسی داشته باشند. برطبق این توافق، رئیس‌جمهور از میان مسیحیان مارونی، نخست‌وزیر از میان مسلمانان سنی مذهب، رئیس پارلمان از بین شیعیان و معاون نخست‌وزیر از بین مسیحیان ارتدکس انتخاب می‌شود. پارلمان لبنان دارای ۱۲۸ کرسی است که به‌طور مساوی بین مسیحیان و مسلمانان تقسیم شده است. این توافق حاصل توافق طائف (۱۹۹۰) می‌باشد که به جنگ‌های داخلی ۱۵ ساله در لبنان پایان داد. تا قبل از این توافق سهم مسیحیان در قدرت سیاسی بیشتر از مسلمانان بود و تقسیم‌بندی به صورت ۵ - ۳ - ۲ به ترتیب مسیحی-سنی-شیعه انجام می‌گردید.
انتخابات پارلمانی هر چهار سال یک بار برگزار می‌شود و فرد معرفی شده از جانب حزب یا ائتلاف پیروز با احتساب شرط تسنن نخست‌وزیر خواهد شد. رئیس‌جمهور لبنان نیز فرد مسیحی برای یک دوره ۶ ساله توسط پارلمان برگزیده می‌شود، رئیس‌جمهور فرمانده نیروهای مسلح نظامی و امنیتی است. اما این مسئله با تمدید یک دوره ۳ ساله ریاست جمهوری الیاس هراوی (۱۹۹۵) و امیل لحود (۲۰۰۴)، رعایت نگردید.
تقسیم قضایی لبنان تابع قوانین ناپلئونی (نظام قضایی فرانسه) می‌باشد، اما هر کدام از مذاهب مختلف دادگاه‌های خاص خود را در مورد قوانین مربوط به ازدواج، طلاق و… دارا می‌باشند.
احزاب سیاسی مهم لبنان از این قرارند:
سنی‌ها: جریان مستقبل به رهبری سعد حریری.
دروزی‌ها: حزب سوسیالیست ترقی‌خواه به رهبری ولید جنبلاط.
مسیحیان: جنبش میهنی آزاد به رهبری جبران باسیل (هواداران وی بیشتر از مسیحیان شمال و منطقه متن قرار دارند). حزب نیروهای لبنانی، یکی دیگر از حزب‌های مسیحی در لبنان به رهبری سمیر جعجع است.
شیعیان: حزب‌الله در سال ۱۹۸۲ تشکیل گردید و عمدتاً شامل شیعیان مذهبی جنوب لبنان می‌شود. سیدحسن نصرالله اولین دبیرکل حزب‌الله بود که در بمباران توسط اسرائیل کشته شد. مناطق نفوذ و حضور هواداران حزب‌الله بیشتر در مناطق جنوب لبنان و بقاع (مشرق لبنان) و عالیه (در استان جبل لبنان) می‌باشد. جنبش امل که سکولار است به دبیرکلی نبیه بری که سال‌هاست ریاست مجلس لبنان را در اختیار دارد. جنبش امل نیز بخشی از بدنه شیعیان لبنان را نمایندگی می‌کند و ارتباط و نزدیکی کاملی با حزب‌الله دارد.

## جاذبه‌های گردشگری
مناطق ساحلی لبنان در مجاورت دریای مدیترانه واقع شده‌اند.
کشور لبنان معروف به عروس خاورمیانه دارای جاذبه‌های فراوانی می‌باشد. شهر بیروت کشور به دلیل زیبایی‌ها و شباهت‌هایی که به پاریس دارد به پاریس کوچک معروف شده است.
پنج جاذبه برتر لبنان عبارتند از:
1. غارجعیتا بیروت (ثبت شده به عنوان هفتمین عجایب طبیعی دنیا)
2. منطقه حریصا (محل قرارگیری بزرگ‌ترین مجسمه مریم بعد از برزیل)
3. روشه بیروت
4. موزه مشاهیر لبنان
5. مسجد بزرگ امری لبنان
6. جونیه
7. مرکز شهر بیروت
8. خیابان حمرا
9. موزه ملی بیروت
10. دانشگاه آمریکایی
11. چکا (منطقه ساحلی و شنا لبنان)
12. زارور (مرکز اسکی و تفریحات زمستانه)

## یادداشت
1. ↑  ماده ۱۱ قانون اساسی لبنان می‌گوید: «عربی زبان رسمی ملی است. قانون باید موارد استفاده از زبان فرانسه را تعیین کند.» نگاه کنید به: زبان فرانسه در لبنان
2. ↑  بسیاری از مسیحیان لبنان خود را «عرب» نمی‌دانند، بلکه آن‌ها خود را از نوادگان کنعانیان باستان می‌دانند و ترجیح می‌دهند که آن‌ها را «فنیقی» خطاب کنند.
3. ↑  از آنجایی که اندازه نسبی ادیان و مذاهب مختلف در این کشور به‌عنوان یک موضوع حساس باقی مانده است، از سال ۱۹۳۲ سرشماری ملی انجام نشده است. ۱۸ فرقه مذهبی به رسمیت شناخته شده توسط دولت وجود دارد که شامل چهار فرقه از اسلام، ۱۲ فرقه از مسیحیت، یک فرقه از دروزی‌ها و یک فرقه یهودی‌ها می‌شود.
4. ↑  بیشتر دروزی‌ها مسلمان نیستند، اما دروزی‌ها توسط دولت لبنان به عنوان یکی از پنج جامعه مسلمان در لبنان (سنی، شیعه، دروزی، علوی و اسماعیلی) طبقه‌بندی می‌شوند.